# 오거스타 리버호크스
| 오거스타 리버호크스 |                                                                 |
| 설립연도            | 2010년                                                          |
| 해체연도            | 2013년                                                          |
| 역사                | 오거스타 리버호크스 (2010년~2013년) 메이컨 메이헴 (2015년~현재) |
| 경기장              | 제임스 브라운 아레나                                            |
| 연고지              | 조지아주 오거스타                                               |
| 상징색              | 빨강, 하양, 파랑                                                |
| 구단주              |                                                                 |
| 단장                |                                                                 |
| 감독                |                                                                 |
| 정규시즌 우승       | 1 (2012)                                                        |
| 플레이오프 우승     |                                                                 |
| 영구 결번           |                                                                 |

오거스타 리버호크스(Augusta RiverHawks)는 미국 조지아주 오거스타를 연고지로 하는 2010년부터 2013년까지 SPHL 소속되었던 아이스 하키팀이다.
2015년 연고지를 조지아주 메이컨 (메이컨 메이헴)로 이전했다.

## 역대 홈경기장
| 경기장               | 사용기간      | 수용인원 | 장소              | 비고 |
| -------------------- | ------------- | -------- | ----------------- | ---- |
| 오거스타 리버호크스  |               |          |                   |      |
| 제임스 브라운 아레나 | 2010년~2013년 | 6,557명  | 조지아주 오거스타 | 빈칸 |